# 1898: Los últimos de Filipinas
1898: Los últimos de Filipinas è un film del 2016 diretto da Salvador Calvo.

## Trama
Nel luglio 1898 la Spagna inizia a perdere le sue ultime colonie, tra cui un piccolo avamposto posto sull'isola filippina di Luzon, nello specifico una cinquantina di soldati sono bloccati in una chiesa del villaggio di Baler.
Alla fine della guerra ispano-americana, il 10 di dicembre 1898 viene apposta la firma al trattato di Parigi che prevede che la Spagna debba cedere agli Stati Uniti d'America le Filippine, ma gli assediati continuano a resistere. Nonostante i filippini cingano d'assedio la chiesa per ben 10 mesi, gli spagnoli superstiti non accettano che la guerra sia finita e da qui iniziano i vari conflitti interni tra i soldati spagnoli.
La battaglia di Baler terminò il 2 giugno 1899 dopo 337 giorni d'assedio, nel quale persero la vita 17 soldati spagnoli e circa 700 filippini. La caduta di Baler fu per la Spagna una tragedia nazionale. Tra i soldati sopravvissuti il tenente Martín Cerezo venne insignito con la Cruz Laureada, la più alta onorificenza militare spagnola.